# 富田真雄
富田 真雄（とみた まさお、1903年8月15日－1989年9月25日）は、日本の薬学者。京都大学名誉教授、薬学博士。

## 来歴
東京府出身。東京帝国大学薬学科卒業。乙卯研究所主任研究員を経て、1940年京都帝国大学教授となり、有機薬化学講座を創設。塩基性天然有機化合物の研究を進めた。ビスコクラウリン型塩基の全合成を完成、欧米に先んじて必須の開裂反応を開発した。京都大学初代薬学部長に就任し、京都大学微量元素分析総合施設を創始した。日本学術会議会員、第30代日本薬学会会頭、京都薬科大学学長などを歴任した。著作に「製薬化学」がある。

## 受賞歴
- 1957年 日本薬学会賞 「各種塩基の研究」
- 1960年 日本学士院賞 「植物塩基の構造研究」